# Ümit Şamiloğlu
Ümit Şamiloğlu (Doğubeyazıt, 29 settembre 1980) è un ginnasta turco, vincitore dell'argento nel concorso a squadre agli europei di Mersin 2020 e del bronzo a Losanna 2008.

## Palmarès
- Europei

Losanna 2008: bronzo nella sbarra;
Mersin 2020: argento nel concorso a squadre;
- Giochi del Mediterraneo

Tunisi 2001: argento nel volteggio;
Mersin 2013: oro nella sbarra;
Tarragona 2018: argento nella sbarra; argento nel concorso a squadre;